# Amblytropis
Amblytropis, rod pravih mahovina smješten u red Hookeriales. Pet je priznatih vrsta . Raširene su po Srednjoj i sjeverozapadu Južne Amerike.

## Vrste
1. Amblytropis gemmacea (Mitt.) Broth.
2. Amblytropis hispidula (Mitt.) Broth.
3. Amblytropis ovata (Mitt.) Broth.
4. Amblytropis setosa (Mitt.) Broth.